# The Roue's Heart
The Roue's Heart é um filme mudo norte-americano de 1909 em curta-metragem, do gênero drama, dirigido por D. W. Griffith.